# Jean Mota
Jean Mota Oliveira de Souza, conosciuto come Jean Mota (San Paolo, 15 ottobre 1993), è un calciatore brasiliano, centrocampista del Vila Nova in prestito dal Vitória.

## Carriera
Con la Portuguesa ha giocato in Série A e nella Coppa Sudamericana.

## Palmarès

### Competizioni statali
- Campionato Cearense: 1

Fortaleza: 2016
- Campionato Baiano: 1

Vitória: 2024
- Campionato Goiano: 1

Vila Nova: 2025

### Competizioni internazionali
- Leagues Cup: 1

Inter Miami: 2023